# Ballada o Cable’u Hogue’u
Ballada o Cable’u Hogue’u (ang. The Ballad of Cable Hogue) – amerykański western z 1970 roku w reż. Sama Peckinpaha.

## Fabuła
Poszukiwacz złota Cable Hogue, zostaje ograbiony przez dwóch współtowarzyszy – Taggarta i Bowena – i pozostawiony bez wody na pustyni Arizony na pewną śmierć. Po czterech dniach wędrówki w palącym słońcu, u kresu sił przypadkiem natrafia na wodę. Źródło znajduje się niedaleko szlaku dyliżansu i jest jedynym w promieniu 40 mil. Cable zaczyna sprzedawać wodę, a dzięki przychylności i kredytowi lokalnego bankiera otwiera stację pocztową do obsługi dyliżansów. Szybko „staje na nogi” i w swojej oazie nazwanej „Cable Springs”, wraz z przygodnie poznaną w pobliskim miasteczku prostytutką imieniem Hildy wiedzie beztroski żywot. Po kilku latach w jednym z dyliżansów przybywają do jego stacji Taggart i Bowen, którzy onegdaj porzucili go na pustyni na pewną śmierć. Początkowo są zaskoczeni widokiem żywego Cable'a i niepewni jego reakcji. Ale dobroduszny i poczciwy Cable nie żywi do nich urazy – przeciwnie jest im wdzięczny za ich niecny uczynek, bowiem dzięki nim odnalazł wodę i swoje miejsce na ziemi, żyje szczęśliwie z ukochaną kobietą. Dawni towarzysze słysząc, że Cable ze swojej działalności osiąga niezły dochód i regularnie wypłacane przez kompanię pocztową pieniądze trzyma w domu, obiecują przed odjazdem, że wrócą. W tym czasie Hildy opuszcza Cable'a, ponieważ zawsze marzyła o życiu w San Francisco. Osamotniony Cable postanawia sprzedać „Cable Springs” i podążyć za ukochaną. Zanim jest w stanie zrealizować swoje postanowienie, powracają Taggart i Bowen z zamiarem ograbienia Cable'a. Ten nie daje się jednak zaskoczyć – w obronie własnej zabija Taggarta, a Bowenowi każe się wynosić precz. Bowen doskonale jednak wie, że marsz przez pustynię bez wody to dla niego pewna śmierć – płacząc prosi Cable'a aby ten pozwolił mu zostać. Cable zgadza się, a nawet decyduje się pozostawić dawnemu prześladowcy całą stację by samemu móc odejść, a złoczyńcy dać szansę na normalne życie. W tym samym czasie w „Cable Springs” zjawia się we własnym automobilu elegancka i ociekająca bogactwem Hildy. W San Francisco zdążyła wyjść za mąż za bogatego człowieka i szybko owdowieć. Cable nigdy wcześniej nie widział samochodu i na skutek nieszczęśliwego wypadku ginie pod jego kołami.

## Główne role
- Jason Robards – Cable Hogue
- Stella Stevens – Hildy
- David Warner – wielebny Joshua
- Strother Martin(inne języki) – Bowen
- L.Q. Jones – Taggart
- Slim Pickens – woźnica dyliżansu
- R.G. Armstrong – woźnica dyliżansu
- Peter Whitney – bankier